# Sason rameshwaram
Sason rameshwaram is een spinnensoort uit de familie Barychelidae. De soort komt voor in India.